# Honor 9X Pro
Honor 9X PRO — смартфон компанії Huawei під брендом Honor.
В Китаї телефон був представлений в липні 2019 року разом із Honor 9X разом із молодшою моделлю Honor 9X. Продаж на світовому ринку розпочато у серпні 2019 року.

## Зовнішній вигляд
Телефон представлений у двох кольорах: чорний (Midnight Black) та синій (Phantom Purple).
Екран в моделі Honor 9X PRO займає 84,3 % фронтальної панелі.  
Корпус телефону металевий, передня та задня частини покриті склом із захистом Gorilla Glass, рамка апарату - з алюмінію. 
Завдяки висувній селфі камері на екрані відсутній виріз, а рамки мають мінімальний розмір. Задня панель має градієнтне переливання кольору із фірмовою літерою "Х". 

## Апаратне забезпечення
Honor 9X PRO обладнаний процесором Hisilicon Kirin 810, який включає два ядра Cortex A75 по 2.27 ГГц та шість ядер Cortex-A55 по 1.88 ГГц. Відрізняється дев'ятислойною системою охолодження.  
Графічний процесор Mali-G52. 
Об'єм внутрішньої пам'яті складає 128 Гб, з можливістю розширити до 512 ГБ шляхом застосування карти microSD, слот комбінований. Оперативна пам'ять — 8 ГБ. 
Honor 9X PRO має LTPS (IPS LCD) екран діагоналлю 6.59 дюймів з роздільною здатністю 1080 x 2340 пікселів. Щільність пікселів — 391 ppi. Співвідношення сторін — 19.5:9 та захистом. Екран має захист від для очей за сертифікатом TÜV Rheinland. 
Має 3 модулі основної камери — 48 МП (f/1.8) ширококутна камера, 8 МП (f/2.4) суперширококутна та датчик глибини 2 МП (f/2.4). Записує відео у Full HD (1920х1080) зі стереозвуком.
Фронтальна камера — 16 МП, об'єктив f/2.2 (3D Portrait Lighting), має висувну конструкцію.
Акумулятор Li-Pol незмінний, місткістю 4000 мА/г із функцією швидкого заряджання.

## Програмне забезпечення
Honor 9X PRO працює на базі операційної системи Android 9.0 (Pie) з можливістю встановлення Android 10 та графічною оболонкою EMUI 9.1. 
В телефоні немає стандартних сервісів Google, замість них виробник встановив власний фірмовий магазин App Gallery й HMS (Huawei Mobile Service). 
Інтерфейси: Wi-Fi a/b/g/n/ac DualBand, Bluetooth 4.2 (A2DP, BLE, HWA, aptX/aptX HD), NFC (у глобальній версії).
Передача даних: GPS, ГЛОНАСС, BeiDou, AGPS.
Має роз'єм Type-C та аудіовихід для навушників. 

## Комплектація
До комплекту входить: телефон, документація, ключ для вилучення картки, зарядний пристрій 10 Вт, кабель microUSB/Type-C.